# Oxypyge isolata
Oxypyge isolata är en mångfotingart som beskrevs av Chamberlin 1925. Oxypyge isolata ingår i släktet Oxypyge och familjen Rhinocricidae. Inga underarter finns listade i Catalogue of Life.